# Matehuala
Matehuala è la quarta città più popolosa dello Stato messicano di San Luis Potosí. Si trova ad un'altitudine di circa 1.500 m s.l.m. Matehuala è sede del comune omonimo, situato nella parte settentrionale dello Stato, al confine con lo Stato di Nuevo León ed è anche sede vescovile.
La città di Matehuala contava nel censimento del 2005 70.150 abitanti, mentre la popolazione dell'intero comune contava a 82.726 abitanti. Il comune ha una superficie di 1.286,66 km².

## Storia
Matehuala venne fondata il 10 luglio 1550, da Juan de Leija e Cayetano Medellín, il nome si riferisce al grido di guerra degli indiani Guachichil, originari della regione; si presume che significasse una sorta di minaccia o avvertimento: "Non venire!" Il professore cerritense Ángel Veral la chiamò la Città delle Camelie, mentre data la sua posizione sull'altopiano è chiamata anche Capital del Altiplano Potosino. L'Audiencia della Nuova Galizia autorizzò la costruzione di una parrocchia a Matehuala, nella vecchia cappella di quella che era la Hacienda di San Francisco de Matehuala nel 1799 e una cerimonia venne celebrata nel marzo dello stesso anno dal vescovo Juan Ruiz de Cabañas. Matehuala venne nominata "villa", (città), nell'anno 1808, coniando una piccola medaglia di rame per celebrare tale evento. Questo pezzo, ora una curiosità numismatica, è diventato raro. Alla fine del XX secolo, il 30 luglio 1995, quando Fernando Torres Rangel era presidente municipale, la parrocchia dell'Immacolata Concezione venne elevata da Giovanni Paolo II a sede della diocesi di Matehuala.

## Ambiente

### Estensione
Secondo l'Istituto Nazionale di Statistica, Geografia e Informatica (INEGI), nel 2000 la superficie totale del comune era di 1286,6 km² e rappresentava il 2,13% dello stato di San Luis Potosí.

### Topografia e idrografia
A est ci sono colline, la cui altezza oscilla tra i 1850 e i 1200 metri sul livello del mare. Come in tutto l'Altipiano Potosino, è formato da un insieme di bacini chiusi, e strati sotterranei. Manca di fiumi di grande portata, vi sono solo torrenti che sfociano in laghi o spartiacque, l'acqua piovana si perde in basamenti di tipo carsico; anche se ha uno dei bacini endoreici più importanti della zona del Salado. I corsi d'acqua più importanti sono a sud-est di Matehuala, verso la città di Refugio, sono il Blanco Chico, il San Pablo e il Gavia.

### Clima
Predomina il clima desertico, che condivide con l'intero Altiplano, la temperatura media annua è di 19,3°C e le precipitazioni sono di 450 mm all'anno, si distingue per essere secco semi-caldo (BSh); simile a quello del Marocco. Nell'estremo nord-ovest presenta una piccola fascia dove la temperatura media annua è inferiore a 18 °C, il che la rende temperata secca (BSk); simili a quelle di Los Angeles e Teheran. Le nevicate sono rare a Matehuala, una è stata registrata il 12 dicembre 1997, mentre l'11 febbraio 2002 c'è stata una leggera nevicata per due ore.

## Amministrazione
Il consiglio comunale è composto da un presidente municipale, (il sindaco), due amministratori, un consigliere di maggioranza relativa, 11 consiglieri a rappresentanza proporzionale, un segretario del Consiglio Comunale, un tesoriere, e un ufficio del controllore. Come in altre località del Messico, il consiglio comunale non può essere rieletto.
| ELENCO SINDACI DI MATEHUALA \| Periodo \| Presidente municipale (sindaco) \| Partito o coalizione \| \| --------- \| ------------------------------------ \| ------------------------------------ \| \| 1939-1940 \| Octaviano Briones Cortez \| Partido de la Revolución Mexicana \| \| 1940 \| Antonio Verástegui Cruz \| Partido de la Revolución Mexicana \| \| 1940-1943 \| Nicolás López Loera \| Partido de la Revolución Mexicana \| \| 1943-1945 \| Miguel Ángel Santos \| Partido de la Revolución Mexicana \| \| 1945 \| Nicolás López Loera \| Partido de la Revolución Mexicana \| \| 1945-1946 \| Horacio Medellín Cruz \| Partido de la Revolución Mexicana \| \| 1946-1949 \| Roberto Alderete Aguilar \| Partido Revolucionario Institucional \| \| 1949-1952 \| Nicolás Sánchez Pérez \| Partido Revolucionario Institucional \| \| 1953-1955 \| Enrique de la Cruz Zepeda \| Partido Revolucionario Institucional \| \| 1956-1958 \| Santiago J. Vivanco Castillo \| Partido Revolucionario Institucional \| \| 1959-1961 \| Jesús Pérez Barba \| Partido Revolucionario Institucional \| \| 1961-1964 \| Antonio Nava Sánchez \| Partido Revolucionario Institucional \| \| 1964-1967 \| Adalberto Tamayo López \| Partido Revolucionario Institucional \| \| 1967-1970 \| Alfonso Dibildox Martínez \| Partido Revolucionario Institucional \| \| 1970-1973 \| Eduardo Rocha Pérez \| Partido Revolucionario Institucional \| \| 1973-1976 \| Tomás Zárate Sánchez \| Partido Revolucionario Institucional \| \| 1976-1979 \| José Mahbub Matta \| Partido Revolucionario Institucional \| \| 1979-1982 \| Antonio Ávila Lomas \| Partido Revolucionario Institucional \| \| 1982-1985 \| José Nava Sánchez \| Partido Revolucionario Institucional \| \| 1985-1988 \| Pascual Gallegos Montalvo \| Partido Revolucionario Institucional \| \| 1988-1991 \| Virgilio Castillo Andrade \| Partido Revolucionario Institucional \| \| 1991-1994 \| Paulino Martínez Carmona \| Partido Revolucionario Institucional \| \| 1994-1997 \| Justo Fernando Torres Rangel \| Partido Acción Nacional \| \| 1997-2000 \| Raymundo García Olivares \| Partido Revolucionario Institucional \| \| 2000-2003 \| Gregorio Antonino Maldonado Vázquez \| Partido Acción Nacional \| \| 2003-2006 \| José Everardo Nava Gómez \| Partido Revolucionario Institucional \| \| 2006-2009 \| Víctor Manuel Mendoza Ramírez \| Partido Acción Nacional \| \| 2009-2012 \| Francisco Javier Hernández Loera \| Partido Acción Nacional \| \| 2012 \| Édgar Morales Pérez (assassinato) \| Partido Revolucionario Institucional \| \| 2012-2015 \| Héctor Fermín Ávila Lucero (interim) \| Partido Revolucionario Institucional \| \| 2015-2018 \| José Everardo Nava Gómez \| Partido Revolucionario Institucional \| \| 2018-2021 \| Roberto Alejandro Segovia Hernández \| Partido Verde \| \| 2021-2023 \| Iván Noé Estrada Guzmán \| Partido Acción Nacional \| \| 2023-2024 \| Franco Coronado Guerra (interim) \| Partido Acción Nacional \| \| 2024-2027 \| Raúl Ortega Rodríguez \| Coalizione PAN-PRI-PRD \| |                                      |                                      |
| Periodo | Presidente municipale (sindaco)      | Partito o coalizione                 |
| --- | ------------------------------------ | ------------------------------------ |
| 1939-1940 | Octaviano Briones Cortez             | Partido de la Revolución Mexicana    |
| 1940 | Antonio Verástegui Cruz              | Partido de la Revolución Mexicana    |
| 1940-1943 | Nicolás López Loera                  | Partido de la Revolución Mexicana    |
| 1943-1945 | Miguel Ángel Santos                  | Partido de la Revolución Mexicana    |
| 1945 | Nicolás López Loera                  | Partido de la Revolución Mexicana    |
| 1945-1946 | Horacio Medellín Cruz                | Partido de la Revolución Mexicana    |
| 1946-1949 | Roberto Alderete Aguilar             | Partido Revolucionario Institucional |
| 1949-1952 | Nicolás Sánchez Pérez                | Partido Revolucionario Institucional |
| 1953-1955 | Enrique de la Cruz Zepeda            | Partido Revolucionario Institucional |
| 1956-1958 | Santiago J. Vivanco Castillo         | Partido Revolucionario Institucional |
| 1959-1961 | Jesús Pérez Barba                    | Partido Revolucionario Institucional |
| 1961-1964 | Antonio Nava Sánchez                 | Partido Revolucionario Institucional |
| 1964-1967 | Adalberto Tamayo López               | Partido Revolucionario Institucional |
| 1967-1970 | Alfonso Dibildox Martínez            | Partido Revolucionario Institucional |
| 1970-1973 | Eduardo Rocha Pérez                  | Partido Revolucionario Institucional |
| 1973-1976 | Tomás Zárate Sánchez                 | Partido Revolucionario Institucional |
| 1976-1979 | José Mahbub Matta                    | Partido Revolucionario Institucional |
| 1979-1982 | Antonio Ávila Lomas                  | Partido Revolucionario Institucional |
| 1982-1985 | José Nava Sánchez                    | Partido Revolucionario Institucional |
| 1985-1988 | Pascual Gallegos Montalvo            | Partido Revolucionario Institucional |
| 1988-1991 | Virgilio Castillo Andrade            | Partido Revolucionario Institucional |
| 1991-1994 | Paulino Martínez Carmona             | Partido Revolucionario Institucional |
| 1994-1997 | Justo Fernando Torres Rangel         | Partido Acción Nacional              |
| 1997-2000 | Raymundo García Olivares             | Partido Revolucionario Institucional |
| 2000-2003 | Gregorio Antonino Maldonado Vázquez  | Partido Acción Nacional              |
| 2003-2006 | José Everardo Nava Gómez             | Partido Revolucionario Institucional |
| 2006-2009 | Víctor Manuel Mendoza Ramírez        | Partido Acción Nacional              |
| 2009-2012 | Francisco Javier Hernández Loera     | Partido Acción Nacional              |
| 2012 | Édgar Morales Pérez (assassinato)    | Partido Revolucionario Institucional |
| 2012-2015 | Héctor Fermín Ávila Lucero (interim) | Partido Revolucionario Institucional |
| 2015-2018 | José Everardo Nava Gómez             | Partido Revolucionario Institucional |
| 2018-2021 | Roberto Alejandro Segovia Hernández  | Partido Verde                        |
| 2021-2023 | Iván Noé Estrada Guzmán              | Partido Acción Nacional              |
| 2023-2024 | Franco Coronado Guerra (interim)     | Partido Acción Nacional              |
| 2024-2027 | Raúl Ortega Rodríguez                | Coalizione PAN-PRI-PRD               |

## Luoghi di interesse

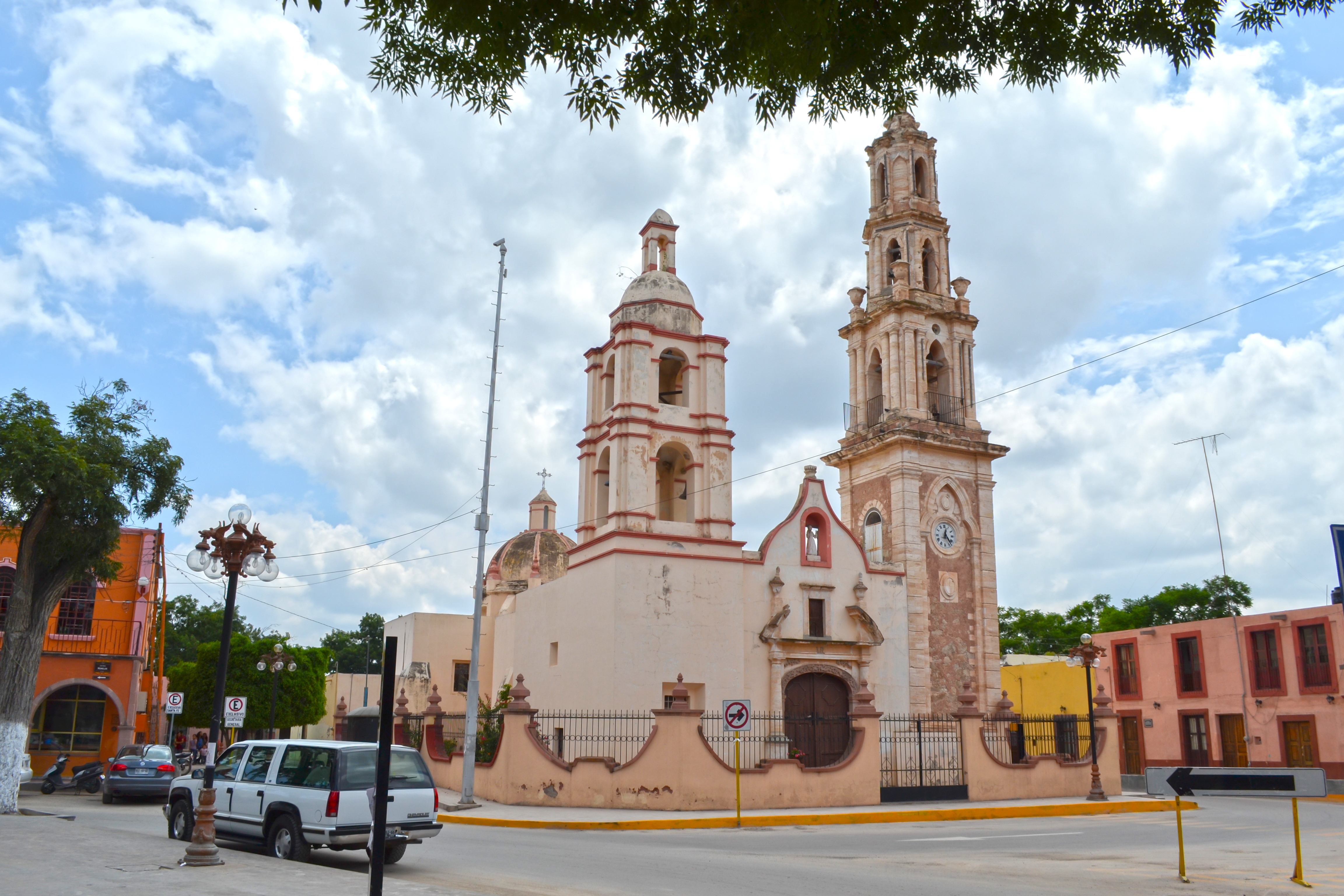
Chiesa di San Salvador de Orta

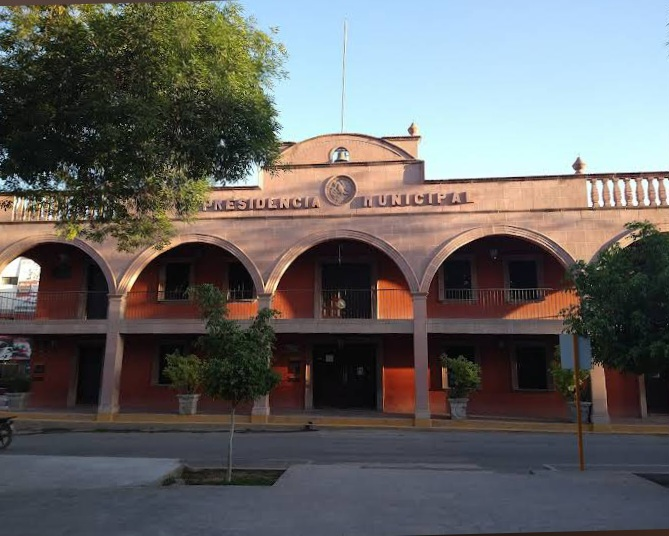
Palacio Municipal di Matehuala

Anche se di piccole dimensioni, il centro storico conserva numerosi edifici di epoca coloniale ben tenuti.

### Centro storico
- Cattedrale dell'Immacolata Concezione. Costruita con lo stesso stile architettonico della Saint Joseph des Brotteaux, di Lione, in Francia; La sua costruzione iniziò nel 1898 e non è ancora stata completata.
- Plaza Benito Juárez.
- Chiesa di San Salvador de Orta. Rappresentativa del comune, risale al XVIII secolo.
- Plaza De Armas.
- Palacio Municipal, municipio.
- Casa de Juárez.
- Casa Hidalgo.
- Arena "Santiago J. Vivanco".
- Casa de los Portales.
- Teatro "Manuel José Othón".
- Tempio evangelico.
- Parque Álvaro Obregón.
- Arcos de Bienvenida. Situati uno a nord e uno a sud del centro, sono due archi alti 10 metri, che danno il benvenuto entrando in città.

### Fuori dal centro
- Chiesa della Santissima Guadalupe. Situata nel quartiere di Ojo de Agua, dove ebbe origine la fondazione della città è la più antica chiesa, e risale al XVI secolo.
- Rovine di quella che era la Fonderia Asarco (American Smelting and Refining Co.).
- Chiesa di Sant'Antonio di Padova. Nella frazione di Sacramento.

## Tradizioni locali
Festività:
- Festa dell'Immacolata Concezione. Dal 29 novembre all'8 dicembre.
- Festa del Signore di Matehuala. Dal 28 dicembre al 6 gennaio.
- Fiera regionale di Matehuala. Dal 26 dicembre al 10 gennaio
- Festa di Sant'Antonio. 13 giugno.
- Commemorazione della fondazione di Matehuala. Dall'8 al 16 luglio.
- Festa dei Re Magi. Dal 1º al 6 gennaio.
- Fiera di Charamusca. Il Venerdì Santo, nel Parco Vicente Guerrero (popolarmente conosciuto come "El Pueblo")
- Festival di San Judas Tadeo in diversi quartieri della città, principalmente a "La Dichosa".

## Trasporti

### Autobus extra urbani
Matehuala ha un'autostazione poco lontana dal centro ed è il principale punto di partenza dei trasporti per Real de Catorce. Vi sono anche numerose partenze per San Luis Potosì, Saltillo, Fresnillo e Città del Messico.

### Autostrade e strade federali
```
Il comune è attraversato dall'autostrada 57, Città del Messico - 
Piedras Negras
, che va a nord verso le città di Saltillo e 
Monterrey
; a sud, verso le città di San Luis Potosí, 
Querétaro
 e Città del Messico, una circonvallazione, 57D a pedaggio consente di evitare il centro, la strada Federale 62, collega Matehuala a San Tiburcio, mentre la Federale 61, (che diventa poi 58), collega Matehuala a 
Linares
[
5
]
.
```